# Edward Page Mitchell
Edward Mitchell (Bath, 24 marzo 1852 – New London, 22 gennaio 1927) è stato uno scrittore di fantascienza statunitense.
Ha lavorato per il Sun diventandone direttore nel 1897. È considerata una figura importante per lo sviluppo iniziale del genere fantascientifico, infatti ha scritto racconto comprendenti un uomo che diventa invisibile attraverso metodi scientifici (L'uomo di cristallo pubblicato nel 1881) e un racconto riguardo a una macchina del tempo (L'orologio che andò al contrario) anni prima che simili racconti (L'uomo invisibile e La macchina del tempo) venissero scritti da H. G. Wells che è ricordato come uno degli iniziatori del genere fantascientifico. Ha scritto anche racconti con viaggi superluminali, cyborg, teletrasporto, mutanti e trasferimento della mente.